# Fritz Söderberg
Fritz Vilhelm Söderberg, född 21 januari 1915 i Degerfors i Värmland, död 7 juni 2003 i Örebro, var en svensk målare.
Söderberg var som konstnär autodidakt; han ställde ut separat i Dalarna och Närke samt deltog i Länets konst på Örebro läns museum. Han medverkade i tidskriften Folkarebygden med poesi och teckningar.
Hans konst består av akvarell, teckningar och blandteknik med motiv från Örebrotrakten och Bergslagen.
Söderberg är representerad vid kulturnämnden i Örebro och Avesta kommun.